# Pinggan Mblang
Pinggan Mblang is een bestuurslaag in het regentschap Aceh Tenggara van de provincie Atjeh, Indonesië. Pinggan Mblang telt 211 inwoners (volkstelling 2010).